# Бандура (монета)
«Банду́ра» — пам'ятна біметалева монета номіналом 5 гривень, випущена Національним банком України, присвячена українському народному струнно-щипковому музичному інструменту. Бандура — це один з найпоширеніших українських народних інструментів і відома з XV ст. З 20-х років XX ст. мистецтво гри на бандурі переживає період відродження.
Монету введено в обіг 23 грудня 2003 року. Вона належить до серії «Народні музичні інструменти».

## Опис монети та характеристики
| Номінал грн. | Метал                   | Маса, г | Діаметр, мм | Якість виготовлення | Гурт                 | Тираж, штук |
| ------------ | ----------------------- | ------- | ----------- | ------------------- | -------------------- | ----------- |
| 5            | нікелевий сплав, нордік | 9,4     | 28,0        | звичайна            | секторальне рифлення | 30 000      |

### Аверс

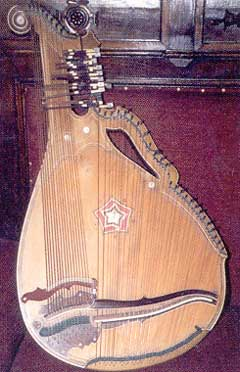
Бандура

На рельєфній поверхні поля аверсу, яка символічно відтворює струни бандури, у вигляді стилізованого барокового орнаменту передана українська пісня. Угорі розміщено малий Державний Герб України, стилізовані написи під козацький шрифт «УКРАЇНА», унизу — рік карбування монети «2003», «5 ГРИВЕНЬ» та логотип Монетного двору Національного банку України.

### Реверс
На реверсі монети зображено бандуру, по колу — бароковий орнамент і стилізований під козацький шрифт напис «БАНДУРА».

## Автори
- Художники: Таран Володимир, Харук Олександр, Харук Сергій.
- Скульптор — Дем'яненко Володимир.

## Вартість монети
Ціну монети — 5 гривень встановив Національний банк України у період реалізації монети через його філії у 2003 році.
Фактична приблизна вартість монети, з роками змінювалася так:
| Рік        | 2010 | 2011 | 2012 | 2013 | 2014 | 2015 | 2016 | 2017 | 2018 | 2019 | 2020 | 2021 | 2022 | 2023  | 2024  | 2025  |
| ---------- | ---- | ---- | ---- | ---- | ---- | ---- | ---- | ---- | ---- | ---- | ---- | ---- | ---- | ----- | ----- | ----- |
| Ціна, грн. | 60   | 80   | 100  | 140  | 179  | 350  | 365  | 390  | 450  | 440  | 440  | 450  | 500  | 1 100 | 1 500 | 1 460 |